# Völundarkvida

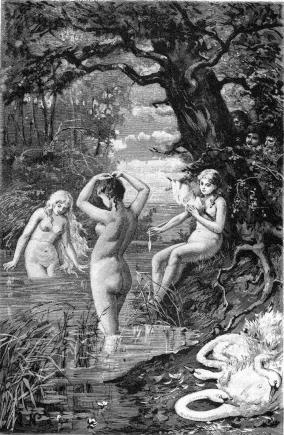
Völundr y sus dos hermanos observan a tres doncellas cisnes tomar un baño. Ilustración de Jenny Nyström, 1893.

Völundarkviða (Poema de Völundr, también conocido como Völundarkvitha, Völundarkvidha, Völundarkvida, o Volundarkvida) es uno de los poemas mitológicos de la Edda poética. En los idiomas escandinavos continentales es conocido como Volundkvadet (noruego), Vølundkvadet (danés), y Völundskvädet (o Kvädet om Volund en sueco), donde kvadet/kvädet significa "el poema" o "la balada".

## Sinopsis
El poema relata la historia del herrero mítico Völundr, a quien se relaciona con los álfar ("elfos"). Un personaje de la balada (Níðuðr) se dirige a Völundr como "vísi álfa" ("príncipe de los álfar" o "sabio entre los álfar"), así como álfa ljóði ("un miembro del pueblo de los álfar" o "líder de los álfar"). El contexto sugiere que estos duendes son dökkálfar, "álfar oscuros", es decir dvärgar (enanos). También se dice que es uno de tres hermanos que son "synir finnakonungs", es decir hijos del rey de los finnar (presumiblemente los "lapones" del norte de Escandinavia). Su esposa, una valquiria, le abandona y luego es capturado por Níðuðr o Nidud, un mezquino rey de los njarar (o nerikjar de Närke, Suecia) que codiciaba su oro. Völundr es tomado como esclavo y se lo pone a trabajar creando herramientas para el rey. Finalmente encuentra medios para vengarse y huir. Mata a los hijos de Niðuðr, viola y deja embarazada a su hija Bodvild y después se aleja riendo y volando en un aparato de su propia construcción. El reyezuelo Niðuðr, frustrado y humillado le dice a Völundr: "No hay hombre tan alto para bajarte de tu caballo, no hay puños tan fuertes para clavarte una flecha desde aquí abajo, ahí cuelgas sobrevolando en lo alto de las nubes".
El poema abunda en imágenes evocadoras:
En la noche fueron hombres,
con petos tachonados,
sus escudos brillaban
en la luna menguante.
Völundarkviða 6, Edda poética

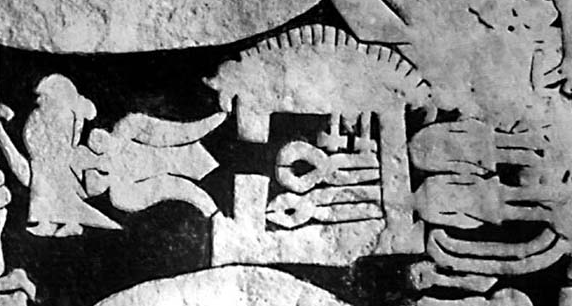
La herrería de Völundr en el centro, la hija de Niðuðr a la izquierda, y los hijos muertos de Niðuðr escondidos a la derecha de la herrería. Entre la joven y la herrería se ve a Völundr escapando bajo la forma de un águila. Piedra VIII de Ardre, Gotland, Suecia, del siglo o.

El mito de Völundr al parecer se dispersó entre los germanos. Es relatado en saga de Thidrek y se alude a él en el poema anglosajón El lamento de Deor. Además es representado en un panel del "cofre de Sir Augustus Wollaston Franks" del siglo VII, escrito en runas anglosajonas,  y en la estela rúnica VIII de Ardre, Gotland, del siglo VIII o siglo IX.
La obra completa se conserva entre los poemas mitológicos del Codex Regius y el comienzo del prólogo en prosa también se encuentra en el fragmento AM 748 I 4to.